# Desportos a motor nos Jogos Olímpicos de Verão de 1900
Os Desportos a motor nos Jogos Olímpicos de Verão de 1900, em Paris, foram uma das modalidades esportivas incluídas no programa destes Jogos Olímpicos. Anos mais tarde, o Comitê Olímpico Internacional considerou que cada evento dos Jogos Olímpicos de 1900 poderiam ser oficiais ou não-oficiais, sendo os desportos a motor considerados não-oficial, não contando, assim, para o quadro de medalhas.
Quatorze eventos foram realizados em conjunto com a Exposição Universal de 1900. As competições foram realizadas no período de 25 a 28 de julho. O Automóvel Clube da França foi o organizador da competição. O conde Albert de Dion participou nomeadamente na organização como vice-presidente da Comissão para a execução das provas.
As inscrições foram feitas por fabricantes, e não por pilotos, e os nomes dos concorrentes não foram relatados adequadamente na época. As exceções são as duas classes da corrida Paris-Toulouse-Paris, uma das quais foi ganha por Louis Renault. Os vencedores não ganharam medalhas olímpicas (ouro para o vencedor, prata para o segundo e bronze para o terceiro), mas vários outros prêmios. O primeiro ganhou obras de arte, os seguintes medalhas de vermeil, prata e bronze.

## Resultados
| Evento                                              | Ouro | Prata                                                    | Bronze                                                                                                |
| Carro de 2 lugares Menos de 400 kg 815 km Corrida A | Motorista desconhecido Carro desconhecido França | Motorista desconhecido Carroc desconhecido França        | none                                                                                                  |
| Carro de 2 lugares Menos de 400 kg 815 km Corrida B | Motorista desconhecido Carro - Renault França | Motorista desconhecido Carro - Outhenin-Chaldenre França | Motorista desconhecido Carro - Fernandez França Motorista desconhecido Carro - Hanzer França          |
| Carro de 2 lugares - Acima de 400 kg                | Motorista desconhecido Carro - Peugeot França | Motorista desconhecido Carro - Delahaye França           | Motorista desconhecido Carro - Serpollet França Motorista desconhecido Carro - Rochet-Petit França    |
| Carro de 4 lugares - Acima de 400 kg                | Motorista desconhecido Carro - de Dietrich França Motorista desconhecido Carro - Delahaye França |                                                          | Motorista desconhecido Carro - Brouhot França Motorista desconhecido Carro - Hurtu França             |
| Carro de 6 lugares - Acima de 400 kg                | Motorista desconhecido Carro - Panhard-Levassor França | Motorista desconhecido Carro - Brouhot França            | Motorista desconhecido Carro - Serpollet França Motorista desconhecido Carro - Georges Richard França |
| Carro de 7 lugares                                  | não atribuído | Motorista desconhecido Carro - Panhard-Levassor França   | nenhuma                                                                                               |
| Táxi - Gasolina - 300 km                            | Motorista desconhecido Carro desconhecido França | Motorista desconhecido Carro desconhecido França         | Motorista desconhecido Carro desconhecido França                                                      |
| Téxi - Elétrico - 300 km                            | Motorista desconhecido Carro desconhecido França | Motorista desconhecido Carro desconhecido França         | Motorista desconhecido Carro desconhecido França                                                      |
| Van de entrega - de 500 a 1200 kg Gasolina - 300 km | Motorista desconhecido Carro desconhecido França | Motorista desconhecido Carro desconhecido França         | Motorista desconhecido Carro desconhecido França                                                      |
| Van de entrega - de 500 a 1200 kg Elétrico - 300 km | Motorista desconhecido Carro desconhecido França | Motorista desconhecido Carro desconhecido França         | nenhuma                                                                                               |
| Caminhão pequeno - Acima de 1000 kg 300 km          | Motorista desconhecido Carro - de Dion-Bouton França Motorista desconhecido Carro - Peugeot France | none                                                     | Motorista desconhecido Carro - Riker Electric United States                                           |
| Caminhão                                            | Motorista desconhecido Carro - de Dion-Bouton (I) França Motorista desconhecido Carro - Peugeot França Motorista desconhecido Carro - de Dion-Bouton (II) França Motorista desconhecido Carro - Panhard-Levassor França | nenhuma                                                  | nenhuma                                                                                               |
| Caminhão de bombeiros                               | Gilbert Brown Carro - Ahrens-Fox Estados Unidos | nenhuma                                                  | nenhuma                                                                                               |
| Circuito "Paris-Toulouse-Paris" Carro pequeno       | Louis Renault Carro - Renault França | Schrader Carro - Renault-Aster França                    | Grus Carro - Renault França                                                                           |
| Circuito "Paris-Toulouse-Paris" Carro grande        | "Levegh" (Alfred Velghe) Carro - Mors França | Pinson Carro - Panhard-Levassor França                   | Carrol Voight Carro - Panhard-Levassor Alemanha                                                       |

### Circuito "Paris-Toulouse-Paris"

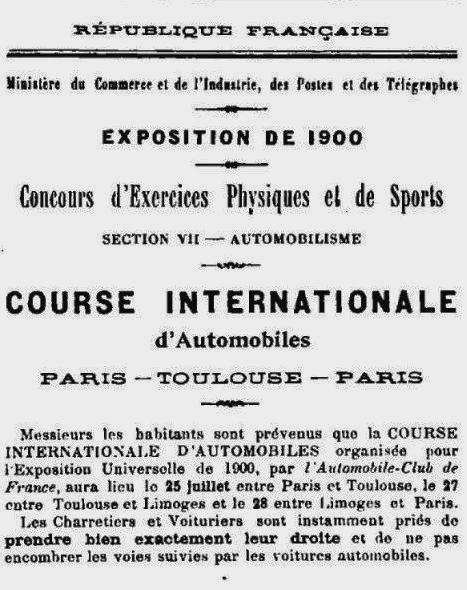
Cartaz oficial da corrida.

Com 1.347 quilômetros de extensão, o circuito foi realizado nos dias 25, 27 e 28 de julho de 1900.
Os participantes partem inicialmente em grupos do recinto de Vincennes, com destino a Montgeron. Em cada uma das três etapas, os competidores começam em intervalos de dois minutos. 82 controles estão abertos e 21 centros urbanos são neutralizados com outras vias rodoviárias abertas. No dia seguinte a cada curso, os resultados do dia anterior são exibidos no recinto da Exposição de Vincennes. Após a primeira etapa-maratona, um dia de descanso foi concedido no dia 26 de julho.
Dos 78 veículos inscritos, 55 são finalmente arrancadores e 21 são encontrados na chegada (18 oficialmente classificados, incluindo 8 carros, 3 carrinhos e 7 motocicletas). O júri formaliza os resultados em 15 de agosto, sob a presidência do Sr. G. Forestier (engenheiro de Ponts et Chaussées, vice-presidente Conde Jules-Albert de Dion e secretário Conde Gaston de Chasseloup-Laubat).
Rota

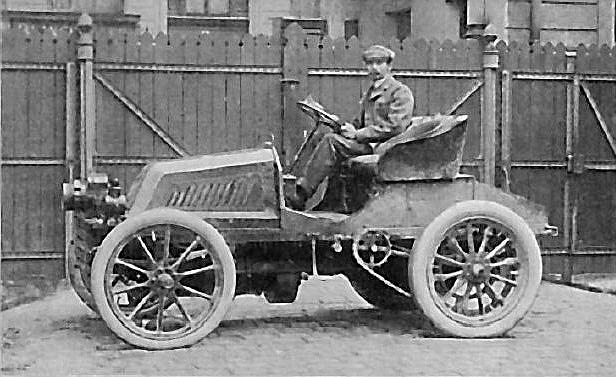
Uma foto de Alfred Levegh durante sua vitória em Paris-Toulouse-Paris 1900.

- Primeira fase (25/07): Montgeron-Toulouse (vencedor "Levegh")
- Segunda etapa (27/07): Toulouse-Limoges (vencedor "Pinson")
- Terceira etapa (28/07): Limoges-Montgeron (vencedor de “Pinson”)

(na chegada final, os sobreviventes vão para a Exposição de Vincennes, onde suas máquinas permanecem em exibição por cinco dias)